# Coalición Nacional para las Fuerzas de la Oposición y la Revolución Siria
La Coalición Nacional Siria (oficialmente Coalición Nacional para las Fuerzas de la Revolución y la Oposición Siria, aunque existen otras formas de transliterar su nombre) es un grupo que agrupa a la gran mayoría de las facciones opositoras sirias al gobierno de Bashar al-Asad, incluidas las formaciones militares.
Su creación fue acordada en noviembre de 2012 durante la Cumbre de Doha. El 31 de mayo de 2013, la coalición dio al Ejército Libre Sirio 15 representantes en la formación, lo que permitió la representación directa de rebeldes sirios en el grupo político por primera vez. El 25 de septiembre, algunas facciones de la oposición, formadas por grupos yihadistas, rechazaron a la Coalición Nacional Siria y afirmaron que «todos los grupos formados en el extranjero que no han regresado al país no nos representan» y pidieron que todas las fuerzas opositoras se uniesen bajo un ordenamiento jurídico basado en la sharia.

## Dirección
El actual presidente de la coalición es Riad Seif. Sus predecesores fueron el geólogo Anas al-Abdah, el ingeniero industrial Hadi al-Bahra, el líder tribal Ahmad Yarba y el vetarano político opositor y religioso cristiano George Sabra y el activista y religioso musulmán Moaz al-Jatib, el cual dimitió por problemas internos.

Nosotros demandamos libertad para cada suní, alauí, ismaelí, cristiano, druso y asirio... y derecho para todas las partes del pueblo sirio
Discurso inaugural de Khatib

Ghassan Hito fue nombrado por la Coalición primer ministro de Siria. Sus partidarios le defendieron por ser ajeno a las luchas internas de poder del grupo y por ser "un hombre práctico con experiencia de administración y abierto al debate".
Los vicepresidentes son la activista laica Suhair Atassi y el empresario Riad Seif.

## Organización
La Coalición reúne a 60 miembros representantes de la oposición del país que constituyen a su vez un gobierno transitorio de diez miembros, un consejo militar supremo y un órgano judicial. De esos 60 miembros, 15 están reservados para el Consejo Nacional Sirio. Esta cámara asegura representar a un 90% de la oposición del país.
La Coalición pretende crear un cuerpo judicial en «zonas liberadas» dentro de Siria, y que actúe como autoridad interina hasta un hipotético derrocamiento de Bashar al Asad, además de apoyar a los consejos militares rebeldes.
El 12 de diciembre de 2012, el Consejo Nacional Kurdo se adhirió al CNFORS.

## Reconocimiento

En verde países que reconocen a la Coalición. En cartuja países que han expresado su apoyo al grupo
Siria
Estados que reconocen a la Coalición Nacional Siria como representante del pueblo sirio
Estados que mantienen relaciones diplomáticas con la Coalición Nacional Siria

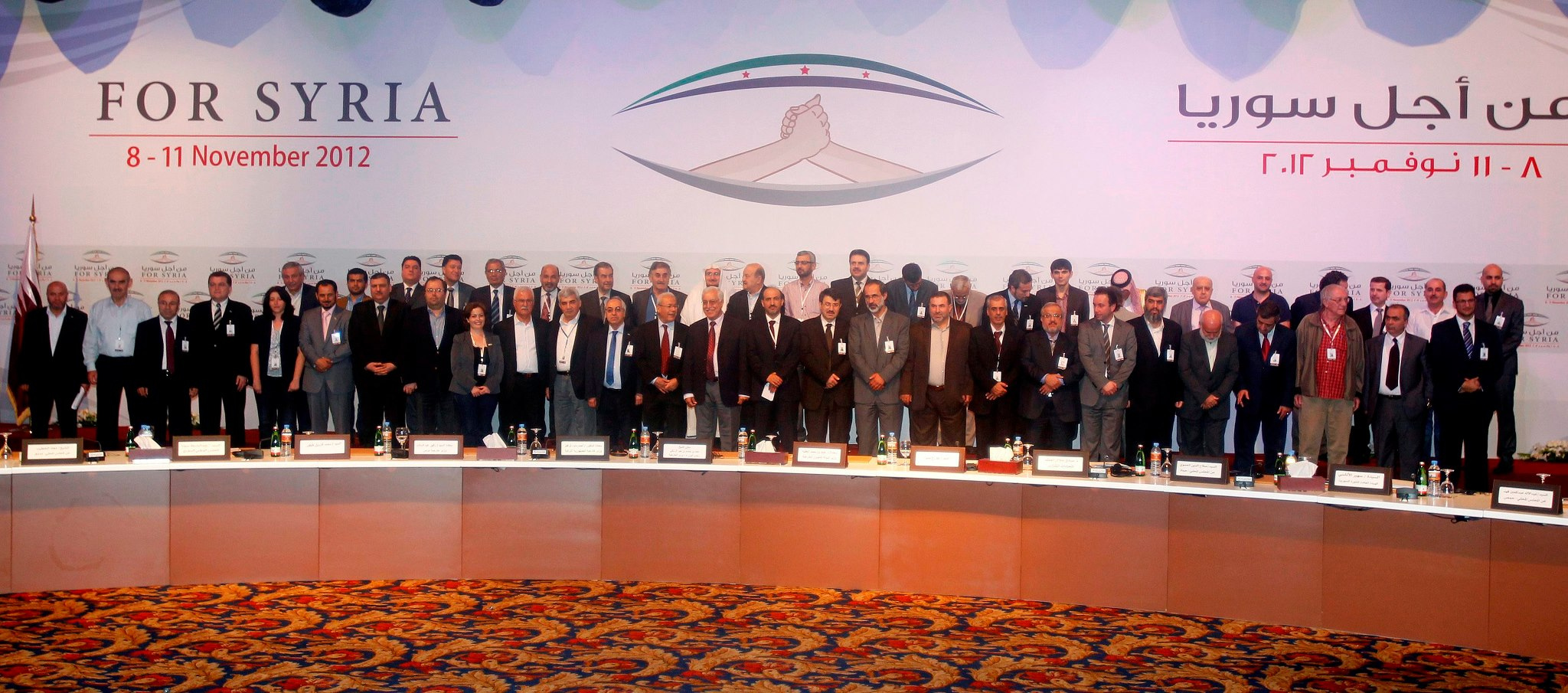
Miembros del CNFORS reunidos en Doha

El Consejo de Cooperación del Golfo (Arabia Saudita, Catar, Baréin, Emiratos Árabes Unidos, Kuwait y Omán) fue el primer grupo de países que reconoció al CNFORS como representante legítimo del pueblo sirio. Más tarde, la Liga Árabe lo reconoció como representante legítimo de la oposición.
Francia fue el primer país europeo en reconocer oficialmente a la coalición nacional siria como el "único representante del pueblo sirio y como el futuro gobierno de una Siria democrática que permita poner fin al régimen de Bashar al Asad”, seguido de Turquía, Reino Unido y España.
Sin embargo, dentro del país algunos grupos islamistas armados no aceptaron la Coalición, proponiendo instaurar un Estado islámico en la zona de Alepo.
Actualmente, todos los países del grupo Amigos de Siria reconocen la legitimidad del CNFORS:
| - Albania - Alemania - Arabia Saudita - Argelia - Argentina - Armenia - Australia - Austria - Baréin - Bélgica - Belice - Bosnia y Herzegovina - Brasil - Bulgaria - Canadá - Chile - Chipre - Colombia - Camerún - Corea del Sur - Costa Rica - Croacia | - Dinamarca - Yibuti - Egipto - El Salvador - Emiratos Árabes Unidos - Eslovenia - España - Estados Unidos - Estonia - Filipinas - Finlandia - Francia - Georgia - Grecia - Guatemala - Haití - Honduras - Hungría - India - Indonesia - Irak - Irlanda | - Islandia - Italia - Japón - Jordania - Kirguistán - Kosovo - Kuwait - Letonia - Líbano - Libia - Lituania - Luxemburgo - Malasia - Malta - Marruecos - Mauritania - México - Moldavia - Nigeria - Noruega - Nueva Zelanda - Omán | - Países Bajos - Pakistán - Palestina - Panamá - Paraguay - Perú - Polonia - Portugal - Catar - Reino Unido - República Checa - República Dominicana - Rumania - Sierra Leona - Singapur - Sudáfrica - Suecia - Timor Oriental - Túnez - Turquía - Ucrania - Uruguay |